# Khumbu

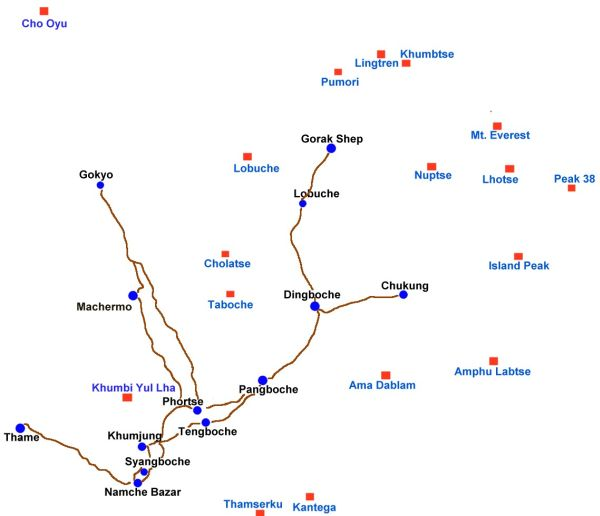
Die Khumbu-Region

Khumbu oder Khumbu Himal ist eine Region des Himalaya im Nordosten Nepals an der Grenze zu Tibet. In ihr liegt der Sagarmatha-Nationalpark mit dem Mount Everest.

## Lage und Landschaft

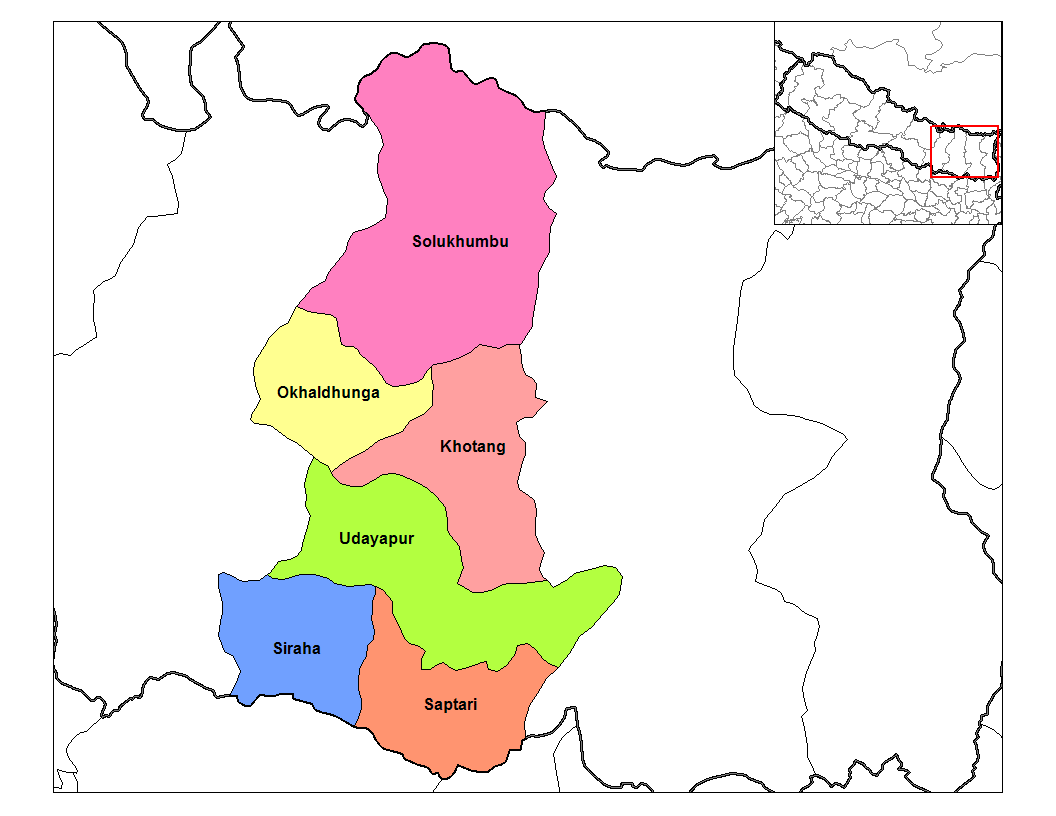
Lage des Solukhumbu in Nepal

Das Khumbugebiet besteht aus den Flusstälern der drei Flüsse Bhotekoshi, Dudhkoshi und Imja Khola, die durch Gebirgskämme voneinander getrennt sind. Diese Täler steigen stetig an und gehen in große Gletscher (z. B. Khumbu-Gletscher) über, die sich wiederum von Sechs- bis Achttausendern ergießen.
Das Khumbuvorland wird Solu genannt. Beide Regionen zusammengefasst bilden den Distrikt Solukhumbu. Das Khumbu ist innerhalb des Solukhumbu keine administrative Einheit, sondern eine landschaftliche Region, die geographisch-kulturell abgegrenzt ist.
Hauptstadt des Solukhumbu ist Salleri.
Das gesamte Khumbugebiet ist durch zahlreiche Trekkingwege erschlossen, enthält ein gut ausgebautes Netz von Herbergen und zählt zu den beliebtesten Trekkingregionen des Himalaya (siehe auch Mount Everest Trek).

## Berge
| Berg          | Höhe    |
| ------------- | ------- |
| Mount Everest | 8.848 m |
| Lhotse        | 8.516 m |
| Cho Oyu       | 8.188 m |
| Nuptse        | 7.861 m |
| Baruntse      | 7.152 m |
| Pumori        | 7.161 m |
| Ama Dablam    | 6.856 m |
| Kantega       | 6.783 m |
| Num Ri        | 6.677 m |

| Berg                   | Höhe    |
| ---------------------- | ------- |
| Thamserku              | 6.623 m |
| Taboche                | 6.501 m |
| Cholatse               | 6.440 m |
| Amphu Middle           | 6.238 m |
| Island Peak (Imja Tse) | 6.189 m |
| Lobuche                | 6.145 m |
| Khumbi Yul Lha         | 5.761 m |
| Kala Patthar           | 5.675 m |

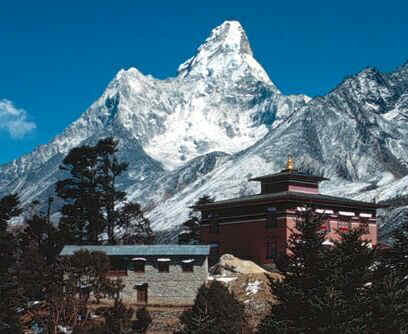
Kloster von Tengboche, im Hintergrund Ama Dablam

Der Teil des Himalayas, der sich über das Khumbu-Gebiet erstreckt, wird als Mahalangur Himal bezeichnet.
Viele der als heilig angesehenen Berge (Mount Everest, Cho Oyu, Ama Dablam) sind mittlerweile bestiegen worden. Einzige Ausnahme ist der Khumbi Yul Lha, die „Heilige Mutter des Khumbu“, dessen Besteigung absolutes Tabu ist.

## Besiedlung

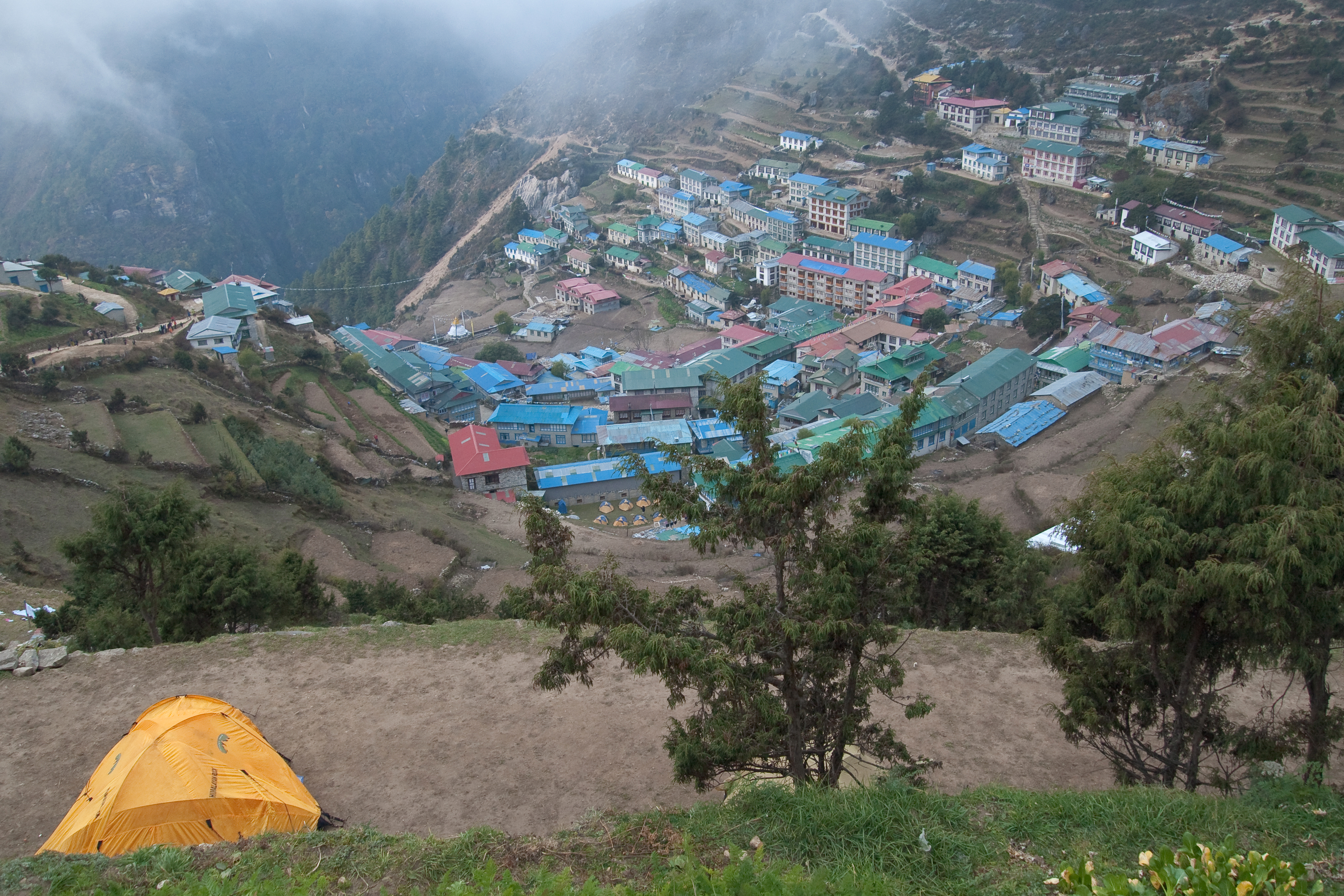
Namche Bazar

Die Bevölkerungsmehrheit des Khumbu bilden Sherpas. Diese aus Tibet stammende Volksgruppe bewohnt auch das Khumbuvorland Solu.
Im Gegensatz zum übrigen hinduistischen Nepal ist dieser Landesteil nahezu ausschließlich buddhistisch geprägt. Religiöses Zentrum ist das Kloster von Tengboche (3.860 m). Im Kloster von Khumjung (3.780 m) wird in einem Blechschrank der legendäre Yeti-Skalp aufbewahrt.
Der Hauptort des Khumbu ist Namche Bazar (3.440 m). Namche liegt an der Schnittstelle der Khumbutäler und damit aller Trekkingrouten. Weitere Ortschaften sind Chukhung, Dingboche, Khumjung, Khunde, Lobuche, Machermo, Pangboche, Phortse und Thame.
Neben den Ortschaften, in denen Sherpas neben dem Betreiben von Herbergen auch noch traditionell vom Kartoffelanbau und der Yakzucht leben, sind in den vergangenen Jahrzehnten durch den Trekkingtourismus aus ehemaligen Hochalmen einige neue Orte entstanden, die ausschließlich aus Herbergen bestehen, wie beispielsweise Gorak Shep oder Gokyo.

## Verkehr
Der Inlandsflughafen Tenzing Hillary Airport in Lukla wird täglich von Kathmandu aus angeflogen. Ab Lukla gibt es nur noch Fußwege (1–2 Tage bis Namche). Alternativ zum Flug kann Lukla von Jiri (im westlicher gelegenen Distrikt Dolakha im Anchal Janakpur) aus mit einem etwa einwöchigen Trek erreicht werden. Für den Gütertransport gibt es noch ein unbefestigtes Rollfeld in Syangboche (3.720 m), das zurzeit nur von Hubschraubern und nicht im Linienbetrieb angeflogen wird.
Straßen gibt es im Khumbu nicht, alle Güter werden von Trägern, Yaks oder Dzopkyos (einer Kreuzung aus Yak und Hausrind) transportiert.